# Митчи, Антуан
Антуан Идриса Митчи (фр. Antoine Meatchi; 15 сентября 1915, Сокоде,  Тоголенд - 26 марта 1984) — тоголезский политический и государственный деятель, вице-президент Того (1963–1967), министр.

## Биография
Родственник местной королевской семьи.
Изучал общее и тропическое сельское хозяйство в Мали и Франции. После возвращения на родину с 1953 года работал на руководящих должностях в сельскохозяйственном секторе.
В 1956 году премьер-министр Н. Грюницкий назначил его министром сельского хозяйства Того, а год спустя стал министром финансов.
После отставки Н. Грюницкого, Митчи возглавил Союз вождей и народов Севера и стал лидером оппозиции. После обретения Того независимости потерял место в парламенте на выборах 1961 года. В том же году выступил против новой поправки к конституции, которая предусматривала сильную президентскую систему с широкими полномочиями, переданными исполнительному президенту. В результате был арестован и обвинен в заговоре против правительства. После освобождения бежал в Аккру в Гане, где жил в изгнании до государственного переворота в Того 1963 года.
В Гане некоторое время возглавлял Бюро по делам Африки.
После возвращения из ссылки был назначен министром финансов, общественных работ, почты и связи во временном правительстве Грюницкого. После выборов 1963 года занял пост вице-президента, отвечал за финансовое и экономическое планирование в новом правительстве.
После отмены должности вице-президента, Митчи был назначен главой Министерства труда, шахт и транспорта в новом правительстве. После военного переворота в 1967 году потерял пост и отошёл от активной политики.
Позже, несколько лет работал  директором сельскохозяйственной службы Того. В 1982 году был арестован и осужден за коррупцию, когда был директором по вопросам сельского хозяйства. Умер в тюрьме в 1984 году.